# Auticon
Auticon — немецкая фирма, оказывающая услуги ИТ-консалтинга, известная тем, что активно использует в качестве работников людей с расстройствами аутистического спектра. Относит себя к сфере социального предпринимательства. Услуги фирмы включают в себя обеспечение качества, статический анализ кода, работа с большими объёмами информации и сложными информационными системами.
Компания состоит из 70 сотрудников, две трети которых имеют расстройства аутистического спектра. Головной офис компании находится в Берлине, существуют представительства в других крупных немецких городах — Мюнхене, Дюссельдорфе, Франкфурте, Штутгарте и Гамбурге
Auticon был основан в 2011 году при помощи венчурного фонда Ananda Social, который остаётся крупнейшим акционером. Идея создания компании принадлежит Дирку Мюллеру-Ремусу, сын которого имеет подобное расстройство. Он позаимствовал опыт бельгийской компании Passwerk, которая уже использовала людей с аутизмом в работе в сфере ИТ-консалтинга. После успеха Auticon такая практика распространилась по всему миру. В 2013 году рабочая модель, используемая Auticon, была представлена на G8 Social Impact Investment Forum.

## Награды
- New Work Award: 2015
- IQ Award: 2013